# Holochlora malayica
Holochlora malayica är en insektsart som beskrevs av Heinrich Hugo Karny 1926. Holochlora malayica ingår i släktet Holochlora och familjen vårtbitare. Inga underarter finns listade i Catalogue of Life.